# Theodor Valenkamph
Theodor Victor Carl Valenkamph (Walenkamph), född 29 juli 1868 i Stockholm, död i mars 1924 i Gloucester, Massachusetts, USA, var en svensk-amerikansk målare.
Han var son till kamreren Carl Theodor Valenkamph och Sofia Ulrika Svensson. Valenkamph utvandrade till Amerika och var under 25 år verksam som konstnär i Gloucester. Han ställde ut ett flertal gånger med Boston Art Club i Boston samt medverkade i ett flertal samlingsutställningar i New York. Han avled en vecka före sin första separatutställning i Boston. Hans konst består av mariner och landskapsskildringar. Förutom museum och samlingar i USA är Valenkamph representerad vid Smålands museum i Växjö och Sjöhistoriska museet .